# Deutsche Arbeiterzentrale

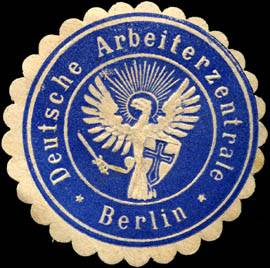
Siegelmarke Deutsche Arbeiterzentrale

Die Deutsche Arbeiterzentrale (DAZ) (bis 1911 unter dem Namen Deutsche Feldarbeiterzentralstelle) war eine Organisation zur Vermittlung von landwirtschaftlichen Saisonarbeitskräften. Sie hatte lange Zeit eine Monopolstellung inne. Die Organisation bestand von 1905 bis in die 1930er Jahre.

## Geschichte
Noch unter der Bezeichnung „Deutsche Feldarbeiter-Zentralstelle“ wurde in der Rechtsform eines Vereines eine Organisation zur Anwerbung, Vermittlung und Beschäftigung ausländischer Arbeitskräfte geschaffen. Die Anregung ging dabei vom preußischen Landwirtschaftsministerium aus, um kommerzielle Anwerber zu verdrängen. Direktor und Vorstandsmitglied war Friedrich Wilhelm von dem Bussche-Ippenburg (1867–1937). Die Organisation erhielt 1907 das Monopol auf die Anheuerung polnischer Saisonarbeiter. Seit 1911 firmierte die Organisation unter Deutsche Arbeiterzentrale.
Seit 1909 bestand ein Legitimationszwang für ausländische Arbeitskräfte. Die entsprechende Arbeiterlegitimationskarte stellte die DAZ aus. Es bestanden vor dem Ersten Weltkrieg neununddreißig Grenzämter. Dort bekamen die Arbeitskräfte gegen eine Gebühr die Arbeiterlegitimationskarte mit ihrem Namen und dem des Arbeitgebers. Die Karten hatten je nach Nationalität unterschiedliche Farben. An den Arbeitgeber waren die Beschäftigten für die Saison gebunden. Im Jahr 1913 schloss der Verein mit Preußen eine Vereinbarung hinsichtlich des Zulassungsmonopols zunächst für polnische Zuwanderer und später über alle Arbeitskräfte aus dem Ausland.
Während des Ersten Weltkrieges war die DAZ auch an der Anwerbung von Arbeitskräften im besetzten Generalgouvernement Warschau und in Oberost beteiligt. Dabei verschwommen bald die Grenzen zwischen freiwilliger Arbeitsaufnahme und Zwangsarbeit. Die DAZ selbst gab an, dass sie während des Krieges etwa 240.000 Arbeiter aus dem früheren Russisch-Polen vermittelt hätte. Nach ihrer Ankunft in Deutschland konnten die Angeworbenen nicht wieder zurückkehren und auch die Freizügigkeit innerhalb Deutschlands war eingeschränkt. Nach Ablauf ihres Arbeitsvertrages konnten die Arbeiter auch durch Androhung von Haft zum Abschluss eines neuen Vertrages gezwungen werden. Die DAZ eröffnete allein im Generalgouvernement Warschau etwa 29 Büros zur Anwerbung.
Nach dem Krieg wurden landwirtschaftliche Arbeitskräfte aus dem nun unabhängigen Polen angeworben. Im Jahr 1922 erließ die Reichsarbeitsverwaltung die „Verordnung über die Anwerbung und Vermittlung ausländischer Landarbeiter.“ Dies stärkte das Monopol der DAZ in dieser Hinsicht weiter. Diese nahm nunmehr quasi öffentlich-rechtliche Aufgaben wahr. So konnte der Verein kontrollieren, ob die angeworbenen Arbeitskräfte die Freizügigkeitsbeschränkungen auch ein hielten.
Im Jahr 1923 hatte die DAZ unter dem Direktor Freiherr von dem Bussche-Ippenburg eine Hauptverwaltung Berlin mit fünf Abteilungen und siebzig Angestellten. Hinzu kamen fünfzehn Landesstellen, zwei Landesnebenstellen, eine Vermittlungsstelle in Tilsit sowie achtzehn Grenzämter.
Am 23. Januar 1933 wurde der DAZ mit der „Verordnung über ausländische Arbeitnehmer“ ihr bisheriges Monopol entzogen. Ihre Aufgaben gingen 1935 auf die Reichsanstalt für Arbeitsvermittlung und Arbeitslosenversicherung über. Zu diesem Zeitpunkt bestanden noch dreizehn Landestellen in Berlin, Breslau, Dortmund, Dresden, Frankfurt an der Oder, Güstrow, Halle an der Saale, Hannover, Köln, Königsberg, München, Stettin und Stuttgart. Hinzu kamen vierzehn Landesnebenstellen in Braunschweig, Erfurt, Halberstadt, Hamburg, Heydebreck, Kreuzburg, Landsberg an der Warthe, Magdeburg, Neubrandenburg, Neumittelwalde, Oppeln, Ortelsburg, Rosenburg, Rosenberg und Stralsund. Hinzu kamen der Landesnebenstelle Oppeln zugeordnete Annahmestellen in Groß Strehlitz, Lonschnik, Ratibor und Hindenburg.